# Baetis subalpinus
Baetis subalpinus is een haft uit de familie Baetidae. De wetenschappelijke naam van de soort is voor het eerst geldig gepubliceerd in 1917 door Bengtsson.
De soort komt voor in het Palearctisch gebied.